# Стара Гута (Луківський повіт)
Стара Гута (пол. Stara Huta) — село в Польщі, у гміні Воля-Мисловська Луківського повіту Люблінського воєводства.
Населення — 251 особа (2011).
У 1975-1998 роках село належало до Седлецького воєводства.

## Демографія
Демографічна структура станом на 31 березня 2011 року:
|          | Загалом | Допрацездатний вік | Працездатний вік | Постпрацездатний вік |
| -------- | ------- | ------------------ | ---------------- | -------------------- |
| Чоловіки | 131     | 33                 | 81               | 17                   |
| Жінки    | 120     | 26                 | 66               | 28                   |
| Разом    | 251     | 59                 | 147              | 45                   |